# Edward M. Flanagan Jr.
Edward Michael Flanagan Jr. (* 13. Juli 1921 in Saugerties, Ulster County, New York; † 7. November 2019 in Beaufort, Beaufort County, South Carolina) war ein Generalleutnant der United States Army. Er war unter anderem Kommandeur der 6. Armee.
Im Jahr 1943 absolvierte Edward Flanagan die United States Military Academy in West Point. Nach seiner Graduation wurde er als Leutnant der Feldartillerie zugeteilt. In der Armee durchlief er anschließend alle Offiziersränge vom Leutnant bis zum Drei-Sterne-General.
Im Lauf seiner militärischen Karriere absolvierte Flanagan verschiedene Kurse und Schulungen. Dazu gehörten unter anderem das Command and General Staff College, das Armed Forces Staff College und das United States Army War College. Außerdem erhielt er einen akademischen Grad von der Boston University.
Seine Graduation an der Militärakademie fiel in die Zeit des Zweiten Weltkriegs. Er wurde auf den asiatischen Kriegsschauplatz versetzt, wo er unter anderem auf den Philippinen eingesetzt wurde. Später war er auch an der Besetzung Japans beteiligt. In jener Zeit diente er in einer Einheit die der 11. Luftlandedivision unterstand. Zwischenzeitlich war er auch als Fallschirmspringer eingesetzt.
In den folgenden Jahren absolvierte er den für Offiziere in den jeweiligen Rangstufen üblichen Dienst in verschiedenen Einheiten und Standorten. Dazu gehörten auch Aufgaben als Stabsoffizier in verschiedenen Hauptquartieren. Flanagan war unter anderem in den Jahren 1965 und 1966 in Heidelberg beim Stab von USAREUR tätig. In den Jahren 1967 und 1968 war Flanagan als Stabsoffizier im Vietnamkrieg eingesetzt.
Von 1968 bis 1971 kommandierte Flanagan in Fort Bragg das United States Army John F. Kennedy Center for Military Assistance und das United States Army Institute for Military Assistance. Im Januar 1971 erhielt Edward Flanagan das Kommando über die 1. Infanteriedivision, deren Hauptquartier sich in Fort Riley befand. Eine Brigade der Division war allerdings in Göppingen stationiert. Flanagan behielt dieses Kommando bis zum Dezember 1972. Im Jahr 1973 bekleidete er für einige Zeit das Amt des Comptroller of the Army. Anschließend wurde er nach Südkorea versetzt, wo er in den Jahren 1974 und 1975 stellvertretender Kommandeur der 8. Armee war.
Im Jahr 1975 erhielt er den Oberbefehl über die 6. Armee, deren Hauptquartier sich im Presidio bei San Francisco befand. In dieser Funktion löste er Elvy B. Roberts ab. Flanagan behielt sein Kommando bis zum Jahr 1978, als er von Eugene P. Forrester abgelöst wurde. Anschließend schied er aus dem aktiven Militärdienst aus.
Edward Flanagan verbrachte seinen Lebensabend in Beaufort in South Carolina. Er war dort zwischen 1978 und 1984 für die Kanzlei Dowling Law Firm tätig. In seinem weiteren Ruhestand verfasste er mehrere Bücher zu militärischen Themen. Er starb am 7. November 2019 und wurde nach einer Bestattung in Beaufort später auf den Friedhof der Militärakademie in West Point umgebettet.

## Orden und Auszeichnungen
Edward Flanagan erhielt im Lauf seiner militärischen Laufbahn unter anderem folgende Auszeichnungen:
- Army Distinguished Service Medal
- Legion of Merit
- Bronze Star Medal
- Air Medal
- Army Commendation Medal
- American Defense Service Medal
- American Campaign Medal
- Asiatic-Pacific Campaign Medal
- World War II Victory Medal
- Korean Service Medal
- National Defense Service Medal
- Vietnam Service Medal
- Philippine Liberation Medal
- Philippine Independence Medal
- Knight of the National Order of Vietnam
- Vietnam Army Distinguished Service Order
- Republic of Vietnam Gallantry Cross
- Armed Forces Honor Medal
- United Nations Korea Medal
- Vietnam Campaign Medal
- Philippine Republic Presidential Unit Citation
- Republic of Korea Presidential Unit Citat